# 이쿠라 카즈에
이쿠라 카즈에(일본어: 伊倉 一恵, 1959년 3월 23일 ~)는 일본의 베테랑 여자 성우로 나가노현 출신이다. 현 소속은 아오니 프로덕션이고 이전에는 배협(俳協), 프로덕션 바오밥에 있었다. 애칭은 "카즈씨"이며 1991년 4월부터 1995년 2월까지 일시적으로 "이쿠라 카즈(伊倉一寿)"라는 이름으로 활동했었다.

## 출연

### TV 애니메이션
- 푸른 유성 SPT 레이즈너 (마슈)
- 내일은 날씨가 개겠지 (타케지)
- 쫑아는 사춘기 (교장 선생님)
- 쌍둥이 대소동 (앨리슨 오 설리반)
- 계략 검호전 무사시 로드 (코지로)
- 플라이 하이! (우에노 요시오)
- 파이팅! 키커즈 (혼고 미츠루)
- 캡틴 날개 (키스기 텟페이)
- 짱구는 못말려 (사이타마 붉은 전갈대, 후카즈메 류코)
- 사쿠라대전 시리즈 (레니 미르히슈트라세)
- 시티헌터 시리즈 (마키무라 카오리)
- 엔젤하트 (마키무라 카오리)
- 가위바위보맨 (다크 가위바위보맨)
- 주간 스토리 랜드 (미치코)
- 소공자 세디 (에릭)
- 소년 산타의 대모험 (톰)
- 슬레이어즈 NEXT (피브리즈)
- 서양골동양과자점 ~앤티크~ (타치바나 히로코)
- 날아라 호빵맨 (시라타마)
- 시간탐험대 돈데크만 (골드)
- 즐거운 무민 일가 (토후트, 플립)
- 닥터 슬럼프 리메이크판 (니코짱 대왕의 아내)
- 떴다! 럭키맨 (우정맨, 보통성인)
- 노라미미 (필립)
- 하나다 소년사 (신)
- 꽃의 마법사 메리벨 (켈리)
- 만능문화묘랑 시리즈 (나츠메 류노스케)
- 뱀브 베어즈 (아이아이)
- 피터팬의 모험 (토틀즈)
- 미소녀전사 세일러문 SS (나츠메)
- 공주님의 리본 (포코타)
- BLACK LAGOON (가르시아 라브레스)
- 15소년 표류기 (브라이언)
- Re: 큐티 하니 (시스터 질)
- 가이 (레이라)
- 겐지 (호죠 마사코)
- 로빈훗의 대모험 (로빈 훗)
- 마법 스타 매지컬 에미 (코가네이 무사시)
- 마술사 오펜 시리즈 (볼칸)
- 마신영웅전 와타루 시리즈 (토라오, 소류시)
- 묘지의 키타로 (가짜 키타로)
- 미캉의 그림 일기 (쿠스키 세라)
- 바람의 검심 메이지 검객 낭만담 (슈라)
- 소년기사 라무 NG기사 라무네&40 (엄마)
- 엄마는 4학년 (시마무라 이즈미)
- 용의 아들 (햇군)
- 원피스 (토니토니 쵸파, 센토마루)
- 이트맨 98 (바네사 오닐)
- 초마신영웅전 와타루 (토라오)
- 축구왕 슛돌이 (킷카와 히카루)
- 태양의 용자 파이버드 (아미노 켄타)
- 포켓몬스터 (준지)
- 달려라! 도라라 (다골라)
- 별의 카비 (호우킹)
- 포르피의 긴 여행 (마르타이)
- 목장 소녀 카트리 (레오)
- 매지컬 하트 (하트)
- 마인탐정 네우로 (오오이즈미 히바리)
- 마신로보 크로노스의 대역습 (나스카)
- 마법의 프린세스 밍키모모 (용사 리트)
- 엄마는 자우르스를 좋아해 (호시노의 엄마)
- 미스터 미아 (나츠히코, 타카타로)
- 634의 검 시리즈 (고란시)
- 타올라라! 탑 스트라이커 (요시카와 히카루)
- 얏타맨 (오하르, 브교 메카)
- 양보우 닝보우 통보우 (닝보우)
- 란마 1/2 열투편 (사트리)
- 로보디즈 풍운편 (네지마루)
- 미캉의 그림일기 (쿠스키 세라)
- 유환괴사 (시메스 마모루)
- 초수전설 게슈탈트 (카마인)
- 엄마는 4학년 (시마무라 이즈미)

### OVA
- 기동전사 건담 0083 STARDUST MEMORY (모우라 바시트)
- 성전 (아수라)
- CAROL (에디)
- 사쿠라대전 굉화현란 (레니 미르히슈트라세)
- 진마신 영웅전 와타루 (토라오, 소류시)
- 마신 영웅전 와타루 끝나지 않은 이야기 (토라오, 소류시)
- 스케방 형사 (아사미야 사키)
- 초막말 소년세기 타카마루 (키보 타카마루)
- 데저트 로즈 눈의 묵시록 (데라)
- 초수전설 게슈탈트 (카마인)
- 도라에몽과 함께 도라미짱과 할 수 있을까? (화장실 왕자)
- 만능문화묘랑 (나츠메 류노스케)
- 도깨비 전기 MADARA (용귀)
- X사건 미녀탐정 -유환괴사- (시메스 마모루)
- 큐티하니 (시스터 질)

### 극장용 애니메이션
- 우주전함 야마토 완결편 (딘길의 소년)
- 기동전사 건담 역습의 샤아 (레이즌 슈나이더)
- 기동전사 건담 F91 (벨트 로드리게스)
- 기동전사 건담 0083 지온의 잔광 (모우라 바시트)
- 사쿠라대전 활동사진 (레니 미르히슈트라세)
- 시티헌터 시리즈 (마키무라 카오리)
  - 극장판 시티헌터: 신주쿠 프라이빗 아이즈
- 도라에몽 노비타와 은하초특급 (차장)
- 2112년 도라에몽 탄생 (엘 마타드라)
- 미소녀전사 세일러문 번외편 아미짱의 첫사랑 (본논)
- 명탐정 코난 은빛 날개의 기술사 (미사와 치아키)
- 유키와타리 (사부로)
- 원피스 카라쿠리성의 메카 거병 (토니토니 쵸퍼)
- 극장판 짱구는 못말려: 우리들의 공룡일기 (류코)

### 게임
- SD건담 GENERATION (레즌 슈나이더, 모우라 바시트)
- 건담무쌍2 (레즌 슈나이더)
- 기동전사 건담 클라이맥스 UC (레즌 슈나이더)
- 짱구는 못말려 시리즈 (후카즈메 류코)
- 사쿠라대전 시리즈 (레니 미르히슈트라세)
- 사르게츄 (히로키)
- 쉔무2
- 슈퍼 로봇 대전 시리즈
- 테일즈 오브 베스페리아 (가련한 밤의 여왕)
- 테일즈 오브 이터니아 (시젤)
- 테일즈 오브 더 월드 던전3 (시젤)
- DIGITAL DEVIL SAGE 아바타르 튜너 (지나나)
- 천외마경 시리즈 (덴고쿠만마루)
- 도라에몽 우정전설 더 더 도라에몽즈 (엘 다타드라)
- 드림 믹스 TV월드 파이터즈 (덴고쿠만마루)
- 수수께기&퀴즈 일답입혼 Q메이트!
- 나의 여름 방학 (팻)
- 우리들의 가족 (니아)
- 성전사 단바인 성전사 전설 (가랄리아 냠히)

### 무대
- 사쿠라대전 가요쇼 (레니 미르히슈트라세)